# Младен Василев
Младен Василев-Махо е бивш български футболист, национал, нападател, треньор и педагог.

## Кариера
Започва кариериата си в децата на Сливнишки герой (Сливница) (1965 – 1968), по-късно преминава в отбора на „Славия“ (1968 – 1969). След обединението на Локомотив (София) и Славия (София) и сформирането на ЖСК Славия, преминава в Академик (София) (1969 – 1977 г.).
Завършва ВИФ „Георги Димитров“.
Има 209 мача и 68 гола в А група за Академик (Сф) и 7 мача с 2 гола за Славия. За националния отбор има 27 мача и 7 гола (1971 – 1975 г.). „Майстор на спорта“ (1974 г.). Участник е на 10-ото Световно първенство по футбол през 1974 г. в Германия, играе срещу Швеция (0:0).
Отличава се с бързина като крило, атакува добре противниковата врата. Участвал с националния отбор на България срещу отбора на Бразилия на най-големия стадион в света „Маракана“ в Рио де Жанейро, пред повече от 100 000 зрители.
Понастоящем e треньор.
Почетен гражданин на град Сливница.

## Признания
| Видео клип Филм „90 години страст“ – втора част, посветена на Младен Василев „Звезда на небосклона“. |
| --- |

По случай 85-годишнината на ФК „Сливнишки герой“, на специално тържество проведено на 9 ноември 2008 година, бившият национал Младен Василев бе заслужено награден от Български Футболен Съюз (БФС) с почетна златна значка, за неговия личен принос в развитието на Българския футбол в град Сливница и по света.
На 24 май 2013 година, за заслуги към спорта и по случай 90-годишнината на Сливнишки герой (Сливница), Василев е обявен за „Почетен гражданин на град Сливница“.